# Екю
Екю̀ (на френски: écu) е парична единица, използвана за названието на средновековни златни и сребърни монети във Франция от 1263 г. до около 1640 г. Името си получава от изображението на триъгълен щит – екю, поставено в кралския герб. Монети с подобен външен вид има в Испания, наречени ескудо (на испански: escudo), в Италия – скудо (на италиански: scudo), като думата има същото значение – щит.